# Lotošinskij rajon
Il Lotošinskij rajon (in russo Лотошинский район?) era un rajon dell'Oblast' di Mosca, nella Russia europea; il capoluogo era Lotošino. Istituito nel 1929, ricopriva una superficie di 1.000 chilometri quadrati e nel 2010 ospitava una popolazione di circa 17.000 abitanti.